# Внеофисное хранение документов
Внеофисное хранение документов (от англ. Offsite Records Storage) — это передача функций по хранению и обслуживанию документов организации профессиональной архивной компании. На внеофисное хранение передаются любые документы, сроки хранения которых не истекли: бухгалтерские, банковские, кадровые, медицинские и др., включая документы, содержащие конфиденциальную информацию. Наряду с бумажными документами, хранению подлежат аудиовизуальные документы и документы на электронных носителях (CD-диски, флеш-накопители, устройства памяти и др.).
Внеофисное хранение документов осуществляется на основе гражданско-правового договора, заключенного между заказчиком (организацией) и поставщиком услуг (архивной компанией). При этом за организацией остается право выбора способа организации хранения (в архивных коробах, архивной ячейке, обособленном архиве) и средства хранения документов (в архивных коробах, папках, мешках). При передаче документов на внеофисное хранение архивная компания предоставляет в пользование заказчику профессионально оборудованные помещения, обеспечивающие нормативные режимы хранения документов согласно требованиям архивного законодательства.

## Общие сведения
Внеофисное хранение документов является одним из методов хранения корпоративной документации. В отличие от собственного архива, который обычно находится рядом с рабочим местом сотрудников, такой вид хранения подразумевает создание территориально распределенной системы управления документами за пределами офиса. При этом функции по обслуживанию архива берет на себя не подразделение организации, а профессиональная архивная компания.
Передача документов на внеофисное хранение другому юридическому лицу позволяет обеспечить дополнительный уровень защиты в случае несанкционированного доступа или форс-мажорных обстоятельств (пожара, затопления и др.).
На внеофисное хранение могут быть переданы любые документы, сроки хранения которых не истекли. Исключение составляют документы, которые после проведения экспертизы ценности государственным учреждением были включены в состав Архивного фонда Российской Федерации. Однако если по каким-то причинам документы не могут быть приняты на постоянное хранение в государственный архив, а архив организации был признан непригодным для хранения документов, государственное учреждение может дать согласие на их размещение в архиве другого юридического лица.
В архивной практике на внеофисное хранение обычно передаются документы с высокой тиражируемостью: бухгалтерские, банковские, документы по личному составу, медицинские карты, истории болезней и др. документы преимущественно временного срока хранения. Если в договоре с архивной компанией не прописан пункт о выдаче архивных справок, то передача документов по личному составу на внеофисное хранение может вызвать определенные сложности во время исполнения социально-правовых запросов. Пенсионный фонд РФ и его территориальные органы принимают архивные справки либо от организации-работодателя (или её правопреемника), либо от юридических лиц, которые несут ответственность за сохранность и использование документов по личному составу организации-работодателя.
Передача документов на внеофисное хранение связана с передачей непрофильных функции профессионалистам. К внеофисному хранению прибегают и в тех случаях, если  необходимо исключить возможность несанкционированного доступа к документам и тем самым предотвратить утечку важной информации. Кроме того, передача на внеофисное хранение является вынужденной мерой в ситуации, когда организация не может обеспечить надлежащие условия для сохранности документов (причиной этому может стать отсутствие или бедственное состояние собственного архива).

## История внеофисного хранения документов
Возникновение первых центров внеофисного хранения документов чаще всего связывают с развитием архивной отрасли в США, где процессы управления документами шли наиболее заметно. 

### Инновации Эммета Лихи и появление первых центров хранения документов (1950-60-е гг.)
Первопроходцем в области управления записями в США по праву считается Эммет Лихи, который на протяжении трех десятилетий разрабатывал первые стандарты внеофисного хранения документов. Будучи сотрудником Национальных Архивов США (1935-1941), он начал проводить в жизнь идеи по созданию специализированных центров хранения документов. В эпоху бурного экономического развития концепция «высокоплотного хранения», предложенная Лихи, позволила значительно сократить площади для хранения архивных документов. Благодаря его инициативе в структуре правительстве США появилась Федеральная служба по делопроизводству (Federal Records Administration).
В 1948 году Лихи открыл собственную компанию Leahy & Co., которая  занималась консультированием местных органов власти по вопросам делопроизводства. В 1952 году он основал первую компанию по внеофисному хранению архивных документов Leahy Business Archives, которая уже оказывала услуги организациям частного сектора. Примечательно, что первый офис американского флагмана появился в Нью-Йорке, где стоимость аренды помещений была относительно высока.
В память об Эммете Лихи была учреждена самая престижная в отрасли премия за выдающийся вклад в развитие управления документами и информацией. Ежегодно она присуждается Институтом сертифицированных специалистов по управлению документацией (Institute of Certified Records Managers, ICRM).

### Внедрение компьютерных технологий и появление баз данных (1970-е гг.)
Развитие компьютерных технологий привело к автоматизации работы центров хранения документов. В крупных компаниях (Pierce-Leahy, Bekins Records Management, Iron Mountain, Kestrel Archives, Recall, и др.) для обработки текстов и подготовки клиентских отчетов на основе баз данных стали задействоваться ранние поколения компьютеров. Технологические возможности позволили архивным компаниям создавать большие массивы данных для индексирования, поддержки перекрестных ссылок и отслеживания местоположения, а также перемещения дел и коробов с документами.

### Создание профессиональной ассоциации и развитие электронных технологий (1980-е гг.)
В этот период внеофисное хранение превратилось в отрасль национального масштаба. Практически в каждом городе США работал как минимум один центр хранения документов. В 1980 году была образована Ассоциация коммерческих центров хранения (Association of Commercial Records Centers, ACRC), в которую вошли архивные компании США и Канады. В 1980-е годы для более эффективного отслеживания объектов хранения стала широко использоваться технологии штрихкодирования и записи информации на оптические диски. Это положило начало эпохи «безбумажного» офиса, в основе которого лежало создание электронного архива.   

### Появление услуги аутсорсинга и электронных хранилищ (1990-е гг.)
Экономический бум в США отразился на развитии внеофисного хранения в 1990-е годы. В 1991 году было создано крупнейшее объединение поставщиков архивных услуг, которое получило название Ассоциации коммерческих центров хранения документации (Association of Commercial Records Centers, ACRС), ныне известной как Professional Records and Information Services Management (PRISM) – некоммерческая международная ассоциация, объединяющая поставщиков услуг в области управления документами и информацией. По состоянию на март 2012 года в ней насчитывалось 580 членов-участников.
В 1990-е годы деятельность по хранению документов все чаще передавалась на аутсорсинг. Появилась тенденция к укрупнению бизнеса в США (более 200 слияний), кульминацией которой стало слияние двух крупных компаний Iron Mountain и Pierce-Leahy в феврале 2000 года.

### Перспективы развития внеофисного хранения документов (2000-е гг.)
По состоянию на 2001 год в США действовало более 2000 центров хранения документов с учетом малых и специализированных организаций. По данным IBISWorld, объем рынка внеофисного хранения (включая услуги по уничтожению и сканированию документов) оценивается в 5 миллиардов долларов. В архивной отрасли работает порядка 1500 компаний с общим числом сотрудников 30 тысяч человек. За последние пять лет рост отрасли в среднем составил 1,9% в год.
На данный момент сохраняется тенденция к поглощению мелких компаний крупными, так как ведущие игроки стремятся к увеличению рыночной доли. По прогнозам экспертов, в ближайшие годы в архивной отрасли появится все больше новых компаний. В практику внеофисного хранения активно входят интернет-технологии, которые не ограничивается размещением заказов на доставку, выпиской и оплатой счетов и предоставлением доступа к учетной информации. Популярным становится сканирование документов по запросу клиента и доставка их электронных копий через Интернет.
В 2000 году известный американский специалист Дэвид Стефенс из компании Zasio Enterprises выступил перед коллегами с оптимистичным прогнозом. По его мнению, несмотря на ожидавшийся стремительный рост числа электронных документов, традиционное внеофисное хранение будет стабильно существовать как  минимум в течение ближайших десятилетий. 

## Способы организации внеофисного хранения документов
Услуги внеофисного хранения документов могут отличаться у разных архивных компаний, тем не менее на российском рынке архивных услуг существует несколько общих способов организации внеофисного хранения.  

### Хранение в архивных коробах
Хранение осуществляется в обезличенных коробах, которые размещаются в архиве по принципу свободной ячейки. Благодаря тому, что за коробами не закреплено строго фиксированное положение и короба одной компании могут находиться в разных местах, достигается разобщенность документов и их защита от несанкционированного доступа. На архивные короба наносится  уникальный штрихкод, который служит идентификатором документов в архиве. Право доступа к документам имеют только сотрудники архивной компании и уполномоченные лица организации. Хранение документов оплачивается пропорционально количеству архивных коробов, переданных на внеофисное хранение.

### Хранение в архивной ячейке
Хранение документов в архивной ячейке (сейфе, боксе) является аналогом хранения ценностей в банковской ячейке. В отличие от банковского сейфа, который вмещает не более пяти папок Korona толщиной корешка до 8 см, в архивной ячейке можно хранить до 500 папок Korona. В архивном боксе допускается хранение документов как в стандартных архивных коробах, так и россыпью, в папках или мешках. Обычно доступ к архивной ячейке получает только заказчик услуг. В этом случае он самостоятельно выполняет закладку и изъятие документов. В случае несанкционированного вскрытия сейфа или возгорания заказчику приходит SMS-оповещение. За пользование архивной ячейкой взимается ежемесячная плата. 

### Хранение в обособленном архиве
Хранение в обособленном архиве заключается в использовании (аренде) оснащенных помещений архивной компании. Профессиональный обособленный архив оснащен системами безопасности против пожара и взлома, а также системой климат-контроля, необходимой для поддержания температурно-влажностного режима. Обычно доступ к нему имеют только доверенные лица заказчика, за которым также остается право выбора размера арендуемой площади. Обособленный архив подходит для хранения конфиденциальных документов. За пользование обособленным архивом взимается ежемесячная плата пропорционально количеству квадратных метров, сдаваемых в аренду.

## Законодательство РФ об обеспечении сохранности документов
Внеофисное хранение документов является относительно новой услугой на российском рынке, поэтому её регулирование определяется общими законодательными актами архивного и гражданского законодательства.
В частности, в Федеральном законе N 125-ФЗ от 22.10.2004 г. «Об архивном деле Российской Федерации»   устанавливается обязанность коммерческих и некоммерческих организаций обеспечить физическую сохранность целого ряда документов. За организациями и гражданами также закреплено право «создавать архивы в целях хранения образовавшихся в процессе их деятельности архивных документов, в том числе в целях хранения и использования архивных документов, не относящихся к государственной или муниципальной собственности» (гл. 3, ст. 13, п. 2). Нормативно-правовая база по архивному делу и делопроизводству (Федеральный закон от 22.10.2004 г. № 125-ФЗ «Об архивном деле в Российской Федерации» с изменениями от 11.02.2013 г., Основные правила работы  ведомственных архивов от 05.09.1985 г. N 263, Основные правила работы архивов организаций от 06.02.2002 г., Отраслевой стандарт ОСТ 55.6-85 «Документы на бумажных носителях. Правила государственного хранения. Технические требования») содержит требования к условиям и порядку хранения документов (материально-техническое обеспечение деятельности архива, оборудование архива, установление режима ограниченного доступа и др.), однако выбор конкретной методики хранения документов лежит на плечах отдельно взятой организации.
С точки зрения правовых отношений, внеофисное хранение документов подчиняется нормам Гражданского кодекса РФ и фиксируются в форме договора между юридическими лицами, которые берут на себя взаимные обязательства. Договор на предоставление услуг хранения документов предоставляется как на краткосрочный период (несколько лет), так и большие сроки: 20, 50 и 75 лет.

## Внеофисное хранение конфиденциальных документов
Согласно федеральному закону «О коммерческой тайне», в отношении конфиденциальной информации, содержащейся в документах коммерческих организаций, правообладателем должны быть приняты меры по обеспечению её защиты . К ним относятся определение перечня информации, составляющей коммерческую тайну; ограничение доступа к информации, составляющей коммерческую тайну, путём установления порядка обращения с этой информацией и контроля за соблюдением такого порядка; учет лиц, получивших доступ к информации, составляющей коммерческую тайну, и (или) лиц, которым такая информация была предоставлена или передана; регулирование отношений по использованию информации, составляющей коммерческую тайну, работниками на основании трудовых договоров и контрагентами на основании гражданско-правовых договоров.
Внеофисное хранение документов является частью мероприятий по охране конфиденциальной информацией в том случае, если архивной компанией был исключен доступ к информации, составляющей коммерческую тайну, любых лиц без согласия её обладателя, а также была обеспечена возможность использования информации, составляющей коммерческую тайну, работниками и передачи её контрагентам без нарушения режима коммерческой тайны.
На практике это достигается при помощи профессионального оснащения хранилищ архивной компании (включая системы противопожарной безопасности, видео наблюдения, круглосуточную охрану и др.) и установлением режима ограниченного доступа. Документы, содержащие конфиденциальные сведения, хранятся в обособленном архиве или архивном сейфе, который является аналогом банковской ячейки. Помимо нанесения штрихкодов на обезличенные короба, для обеспечения дополнительного уровня защиты используют RFID-метки, которые позволяют осуществлять контроль за передвижением документов. Некоторые компании предоставляют в аренду несгораемые сейфы, но, как правило, системы противопожарной безопасности и огнестойкости архива (предел огнестойкости стен и перекрытий составляет не менее двух часов) достаточно для быстрой эвакуации документов в случае пожара.
Доступ к конфиденциальным документам, переданных на внеофисное хранение в архивную компанию, осуществляется согласно бланку разрешенного доступа. Он составляется в двух экземплярах и подписывается руководителем организации. Для обеспечения режима ограниченного доступа даже уборка помещений и другие виды работ (например, мелкий ремонт) должны производиться в присутствии сотрудника, ответственного за хранение конфиденциальных данных.
При передаче документов, содержащих конфиденциальную информацию, архивная компания регистрирует и ведет учет документов с помощью учетного журнала: документу присваивается исходящий номер, и в журнал вносится соответствующая отметка. Для работы с документами на территории архивной компании обычно предусмотрена специальная рабочая комната, в которую исключен доступ посторонних лиц. По запросу организации документы могут быть доставлены по указанному адресу, но только в том случае если эти полномочия подтвердит собственник документов (процедура авторизации).